# Trébédan
Trébédan (bret. Trebêran) – miejscowość i gmina we Francji, w regionie Bretania, w departamencie Côtes-d’Armor.
Według danych na rok 1990 gminę zamieszkiwało 391 osób, a gęstość zaludnienia wynosiła 36 osób/km² (wśród 1269 gmin Bretanii Trébédan plasuje się na 892. miejscu pod względem liczby ludności, natomiast pod względem powierzchni na miejscu 809.).